# Litoria mareku
Espèce
Statut de conservation UICN

 DD  : Données insuffisantes
Litoria mareku est une espèce d'amphibiens de la famille des Pelodryadidae.

## Répartition
Cette espèce est endémique de Nouvelle-Guinée occidentale en Indonésie. Elle se rencontre dans la province de Papouasie à 860 m d'altitude dans les monts Wondiwoi dans la péninsule Wandammen.

## Description
Le mâle holotype mesure 25,5 mm.

## Étymologie
Cette espèce est nommée en l'honneur de Genus Mareku, le collecteur de l'holotype de cette espèce.

## Publication originale
- Günther, 2008 : Two new hylid frogs (Anura: Hylidae: Litoria) from western New Guinea. Vertebrate Zoology, Museum für Tierkunde Dresden, vol. 58, no 1, p. 83-92 (texte intégral).